# Adam Mokoka
Pour les articles homonymes, voir Adam.
Adam Mokoka, né le 18 juillet 1998 à Paris en France, est un joueur français de basket-ball évoluant au poste d'arrière et mesurant 1,93 m.

## Biographie

### Carrière professionnelle

#### Gravelines Dunkerque (2017-2018)
En juin 2017, il signe son premier contrat professionnel avec son club formateur du BCM Gravelines Dunkerque.

#### KK Mega Bemax (2018-2019)
Élu meilleur jeune de Jeep Élite lors de la saison 2017-2018, Adam Mokoka rejoint le club serbe de KK Mega Bemax pour la saison 2018-2019.
À la fin de la saison 2018-2019, il s'inscrit à la draft 2019 de la NBA.

#### Bulls de Chicago (2019-2021)
Bien que non drafté quelques jours auparavant, il signe, le 2 juillet 2019, un contrat two-way avec les Bulls de Chicago pour la saison à venir.
Il connait ses premières minutes en NBA le 28 décembre 2019 à domicile contre Atlanta (3 minutes de jeu). Le 6 février 2020, il inscrit ses premiers points en NBA à la fin de la rencontre opposant les Bulls de Chicago aux Pelicans de La Nouvelle-Orléans. Il entre par la même occasion dans l'histoire de la NBA en réalisant une performance jamais rencontrée depuis l'instauration de la règle des 24 secondes en 1954 à savoir inscrire 15 points à 100 % aux tirs (3/3 à 2 points ; 3/3 à 3 points) en seulement 5 minutes et 4 secondes.
Le 24 novembre 2020, il signe à nouveau un contrat two-way avec les Bulls de Chicago.

#### Nanterre 92 (novembre 2021-mai 2022)
En novembre 2021, Mokoka revient en France et s'engage avec Nanterre 92 jusqu'à la fin de la saison.

#### Blue d'Oklahoma City (octobre 2022-mars 2023)
Tout juste avant la reprise de la saison NBA 2022-2023, il s'engage avec le Thunder d'Oklahoma City. Coupé dans la foulée, il commence la saison en NBA G League au Blue d'Oklahoma City.

#### Reyer Venise (2023)
En mars 2023, Mokoka s'engage avec le Reyer Venise, club italien de première division,.

#### Cluj-Napoca (2023-2025)
Adam Mokoka s'engage avec le club de Cluj-Napoca en Roumanie, club participant à l'EuroCoupe et avec lequel il gagne la Coupe de Roumanie. Il reste dans ce club une deuxième saison et participe de nouveau à l'EuroCoupe. Le 18 novembre 2024, il signe un record en carrière avec 30 points lors de la victoire contre l’ASC Corona Brașov en championnat national.

#### Bourg-en-Bresse (depuis 2025)
Adam Mokoka signe un contrat avec la Jeunesse laïque de Bourg-en-Bresse, club de première division française pour la saison 2025-2026.

#### Équipe de France
Le 21 novembre 2024, il honore sa première sélection en équipe de France A lors du match de qualification à l'Euro 2025 contre Chypre en tant que titulaire, et marque 6 points.

## Palmarès

### Clubs
- Champion de Roumanie 2024 et 2025
- Vainqueur de la coupe de Roumanie 2024

### Sélection nationale
- Champion d'Europe -16 ans 2014
- Champion d'Europe -18 ans 2016

## Statistiques

### Saison régulière en Europe
| Saison    | Équipe     | Matchs | Titul. | Min./m | % Tir | % 3pts | % LF | Rbds/m. | Pass/m. | Int/m. | Ctr/m. | Pts/m. |
| --------- | ---------- | ------ | ------ | ------ | ----- | ------ | ---- | ------- | ------- | ------ | ------ | ------ |
| 2015-2016 | Gravelines | 1      | 0      | 1,0    | 0,0   | 0,0    | 0,0  | 0,00    | 0,00    | 0,00   | 0,00   | 0,00   |
| 2016-2017 | Gravelines | 12     | 0      | 6,8    | 36,8  | 12,5   | 66,7 | 0,25    | 0,17    | 0,17   | 0,00   | 1,42   |
| 2017-2018 | Gravelines | 34     | 21     | 14,0   | 34,5  | 22,2   | 55,3 | 1,74    | 0,91    | 0,4    | 0,09   | 3,2    |
| 2018-2019 | Mega Bemax | 18     | 18     | 27,6   | 38,2  | 31,9   | 66,7 | 3,7     | 3,11    | 1,28   | 0,17   | 11,1   |

Mise à jour le 12 mars 2020

### Saison régulière NBA
| Saison    | Équipe  | Matchs | Titul. | Min./m | % Tir | % 3pts | % LF | Rbds/m. | Pass/m. | Int/m. | Ctr/m. | Pts/m. |
| --------- | ------- | ------ | ------ | ------ | ----- | ------ | ---- | ------- | ------- | ------ | ------ | ------ |
| 2019-2020 | Chicago | 11     | 0      | 10,2   | 42,9  | 40,0   | 50,0 | 0,91    | 0,36    | 0,36   | 0,00   | 2,91   |
| Total     | Total   | 11     | 0      | 10,2   | 42,9  | 40,0   | 50,0 | 0,91    | 0,36    | 0,36   | 0,00   | 2,91   |

Mise à jour le 12 mars 2020

### Saison régulière G League
| Saison    | Équipe     | Matchs | Titul. | Min./m | % Tir | % 3pts | % LF | Rbds/m. | Pass/m. | Int/m. | Ctr/m. | Pts/m. |
| --------- | ---------- | ------ | ------ | ------ | ----- | ------ | ---- | ------- | ------- | ------ | ------ | ------ |
| 2019-2020 | Windy City | 31     | 30     | 32,2   | 37,1  | 32,7   | 69,2 | 5,71    | 3,89    | 1,35   | 0,32   | 10,87  |
| Total     | Total      | 31     | 30     | 32,2   | 37,1  | 32,7   | 69,2 | 5,71    | 3,89    | 1,35   | 0,32   | 10,87  |

Mise à jour le 12 mars 2020

## Records sur une rencontre en NBA
Les records personnels d'Adam Mokoka en NBA sont les suivants, :
| Type de statistique        | Saison régulière | Saison régulière                | Saison régulière |
| Type de statistique        | Record           | Adversaire                      | Date             |
| -------------------------- | ---------------- | ------------------------------- | ---------------- |
| Points                     | 15               | Pelicans de La Nouvelle-Orléans | 6 février 2020   |
| Paniers marqués            | 6                | Pelicans de La Nouvelle-Orléans | 6 février 2020   |
| Paniers tentés             | 6                | 2 fois                          | 2 fois           |
| Paniers à 3 points réussis | 3                | Pelicans de La Nouvelle-Orléans | 6 février 2020   |
| Paniers à 3 points tentés  | 3                | 3 fois                          | 3 fois           |
| Lancers francs réussis     | 2                | @ Knicks de New York            | 29 février 2020  |
| Lancers francs tentés      | 2                | 2 fois                          | 2 fois           |
| Rebonds offensifs          | 2                | 2 fois                          | 2 fois           |
| Rebonds défensifs          | 2                | Thunder d'Oklahoma City         | 25 février 2020  |
| Rebonds totaux             | 2                | 5 fois                          | 5 fois           |
| Passes décisives           | 2                | 2 fois                          | 2 fois           |
| Interceptions              | 2                | Hawks d'Atlanta                 | 23 décembre 2020 |
| Contres                    | 1                | Hawks d'Atlanta                 | 23 décembre 2020 |
| Balles perdues             | 1                | 2 fois                          | 2 fois           |
| Minutes jouées             | 19               | Thunder d'Oklahoma City         | 25 février 2020  |

- Double-double : 0
- Triple-double : 0

Dernière mise à jour : 24 décembre 2020